# Mikey Williams

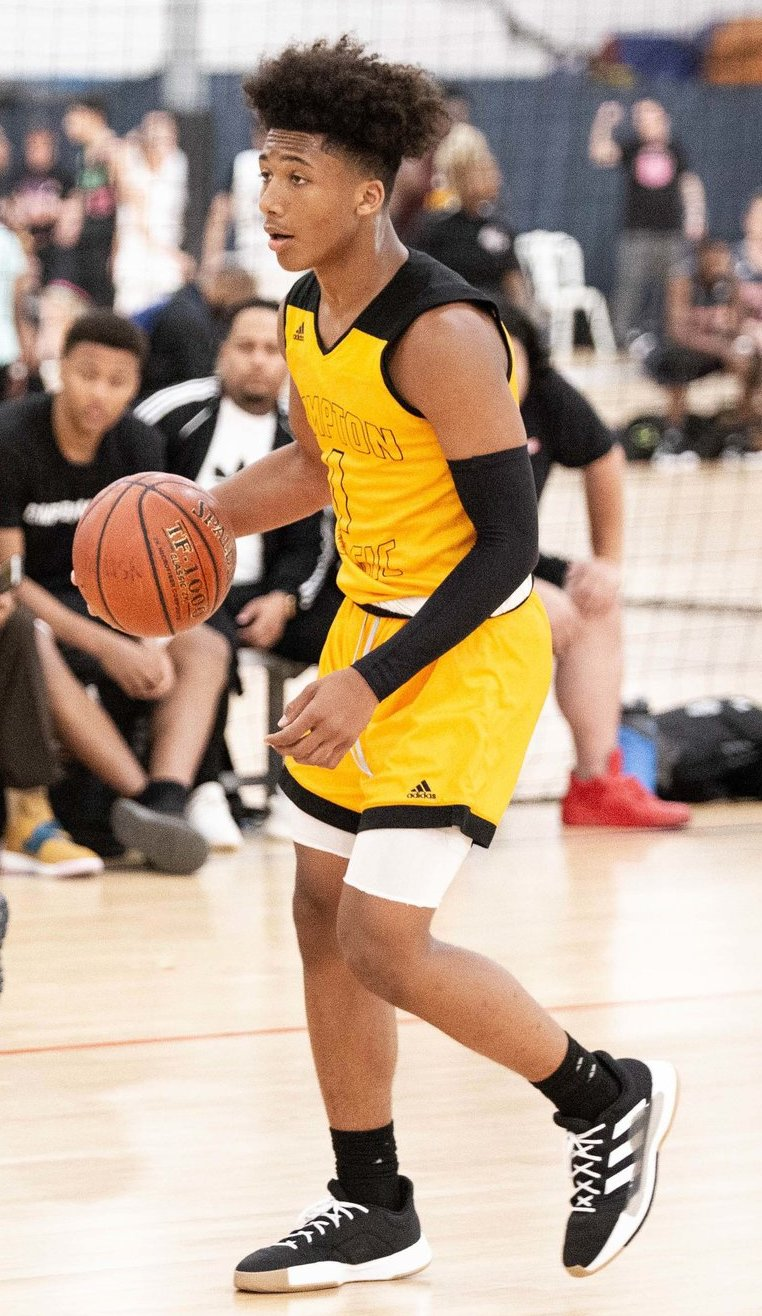
Mikey Williams

Mikey Williams (geboren am 26. April 2004 in San Diego) ist ein amerikanischer Basketballspieler, der momentan für die Vertical Academy als Point- und auch Shooting Guard spielt. Er ist 188 cm groß und wiegt 84 kg.

## Familie und frühes Leben
Sein Vater heißt Mahlon Williams und war selber einmal ein talentierter Basketballspieler für die Sweetwater High School bevor er aufgrund persönlicher Probleme für zehn Monate ins Gefängnis musste, was seine Karriere beendete. Seine Mutter Charisse Williams besuchte die Hampton Universität. Weiterhin hat er noch einen kleinen Bruder und eine kleine Schwester. Bereits als kleines Kind war Mikey schon am Basketballsport interessiert, weshalb seine Mutter ihm beibrachte, zu dribbeln und zu werfen. Auch sein Vater erkannte dieses Talent und trainierte deshalb oft mit seinem Sohn alleine um ihn besser zu machen. Sein Talent zeigte Mikey vor allem in seiner Grundschulzeit, er fiel jedoch ebenfalls auf, weil er sich oft für Kinder einsetzte, die geärgert wurden.

## Basketballkarriere
Während Mikey die Klassenstufen sechs bis acht besuchte, spielte er für das Malcolm Thomas All Star Travel Team. Im weiteren Verlauf spielte er für das North Coast Blue Chips Amateur Athletic Union Team, wo er zusammen mit Lebron James Sohn Bronny James für Schlagzeilen sorgte. Im ersten Spiel seiner High-School-Karriere erzielte Mikey Williams 41 Punkte sowie fünf Rebounds und vier Assists. Er verhalf somit seinem Team zu einem 98:46-Sieg über die El Cajon Valley high school. Diese Performance übertraf er in seinem zweiten Spiel, indem er es schaffte, 50 Punkte zu erzielen. Kurz darauf brach er mit 77 Punkten den ehemaligen CIF San Diego Section Rekord für erzielte Punkte eines einzelnen Spielers. Er schaffte es somit in seinem ersten High-School-Jahr auf durchschnittliche 29,9 Punkte pro Spiel, was ihn zum MaxPreps National Freshmen of the Year machte. Mikey Williams wechselte in seinem zweiten Jahr auf die Lake Norman Christian School. ESPN hat ihn momentan als Fünf-Sterne-Rekrut und Platz 16 der Klasse von 2023 eingestuft.

## Bekanntheit und Zukunftspläne
Auf Instagram hat Mikey Williams inzwischen 3,5 Millionen Follower, er zeigt diesen immer wieder Bilder oder auch Videos von seinen Spielen. Sein Reinvermögen wird auf fünf Millionen Dollar geschätzt, was vor allem mit der starken Medienpräsenz des 17-Jährigen zusammenhängt. Nach seiner High-School-Karriere wird Mikey Williams auf jeden Fall College-Basketball spielen wie sein Vater Mahlon Williams in einem Interview mit „The Observer“ bestätigte. Für welches College genau er spielen soll, ist jedoch noch nicht bekannt.